# American Eagle Eaglet 31
O Eaglet 31 era um ultraleve monoplano de dois assentos em tandem de asa alta fabricado pela American Eagle nos Estados Unidos do início da década de 1930. Concebido como uma aeronave de baixo custo, sua produção limitada o relegou a uma "nota de rodapé" na história da aviação.

## Projeto e desenvolvimento
A American Eagle Aircraft Corporation descobriu que a demanda por seu biplano A-129 e seus outros modelos foi seriamente afetada pela quebra do mercado de ações de Wall Street no final de 1929, que deu início à Grande Depressão. O pequeno ultraleve "Eaglet" de dois lugares foi projetado pelo presidente da empresa, Edward E. Porterfield, para atrair pilotos com bolsos mais modestos. Porterfield estabeleceu uma meta realista de fabricar uma aeronave por US $ 1.000. 
 
O primeiro preço anunciado foi de US $ 995,00. 

O primeiro modelo foi o Eaglet 230 de 1930, inicialmente movido por um motor Cleone de 25 h.p. que voou em 30 de junho de 1930. O motor era tão fraco que apenas voos solo eram possíveis. 

A maioria dos "Eaglet 230" subsequentes foram equipados com um motor radial "Zeke" Szekely de três cilindros e 30 h.p. Outras experiências levaram à instalação de um motor Franklin e um Velie de 60 h.p. Um motor Salmson de 40 h.p. foi testado, mas provou ser muito caro para ser incorporado na linha de produção proposta. O Szekely acabou funcionando de forma confiável com uma verssão de válvula no cabeçote de 45 h.p.

O único Model A-31 de 1931 foi equipado com o motor Continental A-50 mais potente de 50 h.p., e foi seguido por 13 exemplares do Model B-31 e B-32 movidos pelo Szekely SR-3 de 45 h.p. A maior parte desses exemplares foi produzida depois que a empresa American Eagle declarou falência e foi absorvida pela "Lincoln Aircraft" em maio de 1931 e reorganizada como "American Eagle Lincoln Page Aircraft Corporation". 
 
O empreendimento teve vida curta com o fechamento da fábrica em 1931. 

Os direitos de produção do "Eaglet" foram repassados mais tarde para a American Eaglecraft, que produziu três exemplares de 1940 a 1947 e reconstruiu outras aeronaves com este design. 

## Histórico operacional
Os vários modelos do Eaglet foram pilotados antes da guerra por pilotos privados. Aproximadamente 12 aeronaves originais existiam em 2001, algumas das quais ainda estavam em condições de aeronavegabilidade. 

Uma variante melhorada do Eaglet, chamada "Rearwin Junior", foi projetada pelo ex-funcionário da Eagle, Doug Webber, e entrou em produção limitada em 1931. 

## Variantes
Eaglet 230Szekely SR-3 de 30 h.p.;
Eaglet 231Salmson AD-9 de 40 h.p. (2 modificados do modelo 230);
Eaglet A-31Continental A-50 de 50 h.p.;
Eaglet B-31 e B-32Szekely SR-3 de 45 h.p.; (o B-32 teve pequenas modificações nos controles)

## Especificações (Eaglet 230)
Dados de: Airlife's World Aircraft
Descrições gerais
- Tripulação: 1 piloto
- Capacidade: 1 passageiro
- Comprimento: 6,63 m (22 ft)
- Envergadura: 10,44 m (34 ft)
- Altura: 2,36 m (7,7 ft)
- Peso vazio: 212 kg (467 lb)
- Peso bruto (carregado): 393 kg (866 lb)

Motorização
- Número de motores: 1x
- Tipo do motor: Szekely SR-3
- Potência por motor: 30 hp (22,4 kW)

Performance
- Velocidade máxima: 129 km/h (80,2 mph)
- Velocidade de cruzeiro (km/h): 113 km/h (70,2 mph)
- Alcance: 450 km (280 mi)
- Razão de subida: 3.3 m/s
- Tecto de serviço: 3 280 m (10 800 ft)

### Bibliogafia
- Simpson, Rod. Airlife's World Aircraft. Ramsbury, UK: Airlife Publishing Ltd., 2001. ISBN 1-84037-115-3.
- Underwood, John W. "The reluctant Eagle of skid row." Air Progress, June 1968, pp. 46–47, 62–63.